# Jan Hermfelt
Jan Magnus Hermfelt, född 18 augusti 1951 i Gamleby, Småland, är en svensk skådespelare. Hermfelt studerade vid Statens Scenskola i Göteborg.

## Filmografi
- 1982 – Träpatronerna[1]
- 1984 – Slagskämpen
- 1985 – Den nya banken
- 1988 – Kråsnålen (TV-serie)
- 1990 – Bulan
- 1990 – Hem till byn (TV-serie)
- 1991 – Kopplingen
- 1992 – Ha ett underbart liv
- 1993 – Blank päls och starka tassar
- 1999 – De utbytbara
- 2006 – När mörkret faller
- 2007 – Beck – I Guds namn
- 2008 – Oskyldigt dömd (TV-serie)
- 2012 – Kommissarien och havet
- 2019 – En komikers uppväxt

## Teater

### Roller
| År   | Roll               | Produktion                       | Regi         | Teater                   |
| ---- | ------------------ | -------------------------------- | ------------ | ------------------------ |
| 1982 | Thomas Michelsberg | Läkare (Ärztinnen) Rolf Hochhuth | Lars Svenson | Helsingborgs stadsteater |
| 1983 | La Fleche          | Den girige (L'Avare) Molière     | Hans Polster | Helsingborgs stadsteater |

### Fotnoter
1. 1 2  ”Jan Hermfelt”. Svensk Filmdatabas. http://sfi.se/sv/svensk-filmdatabas/Item/?type=PERSON&itemid=165388&iv=BIOGRAPHY. Läst 3 augusti 2012.